# Desa Selajambe (administrativ by i Indonesien, lat -7,11, long 108,46)
Desa Selajambe är en administrativ by i Indonesien.   Den ligger i provinsen Jawa Barat, i den västra delen av landet, 200 km sydost om huvudstaden Jakarta.